# ASCII-art
ASCII-art is een kunstvorm waarbij afbeeldingen worden samengesteld uit enkel ASCII-tekens. Vooral in niet-grafische omgevingen, zoals bepaalde computerterminals, e-mail, nieuwsgroepen (zoals alt.ascii-art), sms en chatomgevingen, wordt dit gebruikt om tekst van vaak zeer eenvoudige illustraties te voorzien. Er zijn echter ook mensen die als hobby zeer minimalistische of juist zeer uitgebreide ASCII-art maken. Deze verfijnde of omvangrijkere, gedetailleerde taferelen vereisen creativiteit en geduld.
Een voorbeeld van de minimalistische stijl ('tiny' of 'small' ascii) is de hagedis van de 'ascii-artist' llizzard ('ejm'). Een toonbeeld van de ruimere, meer realistische of klare-lijnstijl is de adelaar van Rowan Crawford ('-Row').
```
                                                    ,^
                                 ===%^^^^^^^^^^^^^^^
                                        "    "
                          ejm

```

```

                               /T /I
                              / |/ | .-~/
                          T\ Y  I  |/  /  _
         /T               | \I  |  I  Y.-~/
        I l   /I       T\ |  |  l  |  T  /
     T\ |  \ Y l  /T   | \I  l   \ `  l Y
 __  | \l   \l  \I l __l  l   \   `  _. |
 \ ~-l  `\   `\  \  \\ ~\  \   `. .-~   |
  \   ~-. "-.  `  \  ^._ ^. "-.  /  \   |
.--~-._  ~-  `  _  ~-_.-"-." ._ /._ ." ./
 >--.  ~-.   ._  ~>-"    "\\   7   7   ]
^.___~"--._    ~-{  .-~ .  `\ Y . /    |
 <__ ~"-.  ~       /_/   \   \I  Y   : |
   ^-.__           ~(_/   \   >._:   | l______
       ^--.,___.-~"  /_/   !  `-.~"--l_ /     ~"-.
              (_/ .  ~(   /'     "~"--,Y   -=b-. _)
               (_/ .  \  :           / l      c"~o \
                \ /    `.    .     .^   \_.-~"~--.  )
                 (_/ .   `  /     /       !       )/
                  / / _.   '.   .':      /        '
                  ~(_/ .   /    _  `  .-<_
                    /_/ . ' .-~" `.  / \  \          ,z=.
                    ~( /   '  :   | K   "-.~-.______//
                      "-,.    l   I/ \_    __{--->._(==.
                       //(     \  <    ~"~"     //
                      /' /\     \  \     ,v=.  ((
                    .^. / /\     "  }__ //===-  `
                   / / ' '  "-.,__ {---(==-
                 .^ '       :  T  ~"   ll       -Row
                / .  .  . : | :!        \\
               (_/  /   | | j-"          ~^
                 ~-<_(_.^-~"

                             ->Eagle01<-

```

Bij ASCII-art is het van groot belang met welk lettertype de afbeelding bekeken wordt. Sowieso moet een lettertype worden gebruikt waarbij alle tekens een vaste breedte (monospace) hebben, zoals Courier. Zogeheten 'proportionele' lettertypes voldoen niet, omdat ze de tekeningen vervormen. Maar het kan er ook toe doen of een schreefletter of juist een schreefloze letter wordt gebruikt om ASCII-art te maken en te bekijken. In bovenstaande tekening van de adelaar zorgen de schreven van de gebruikte letters ervoor, dat deze te veel als letter opvallen. Als de adelaar met een schreefloos lettertype (zoals Terminal of Lucida Console) wordt bekeken lopen de lijnen van de lijntekening soepeler in elkaar over.
Net als in de teken- of schilderkunst bestaat er in ASCII-art, naast de lijntekening, ook een techniek die van kleurtonen en vlakken uitgaat. Hiervoor zijn de termen 'solid art' (tegenover 'line art') of 'greyscale' (grijswaarde) gangbaar. Het onderscheid van de hoeveelheid pixels zwart en wit van elk ASCII-teken wordt daarbij gebruikt om verschillende tinten aan te geven in de tekening. Een spatie of : ('dubbele punt') is daarbij intenser dan het teken M of 8. Een voorbeeld van 'solid' ASCII-art is 'Meriday in the Morning' van Mike Jittlov (waarvan hieronder een citaat).
```
                       8888  8888888
                  888888888888888888888888
               8888:::8888888888888888888888888
             8888::::::8888888888888888888888888888
            88::::::::888:::8888888888888888888888888
          88888888::::8:::::::::::88888888888888888888
        888 8::888888::::::::::::::::::88888888888   888
           88::::88888888::::m::::::::::88888888888    8
         888888888888888888:M:::::::::::8888888888888
        88888888888888888888::::::::::::M88888888888888
        8888888888888888888888:::::::::M8888888888888888
         8888888888888888888888:::::::M888888888888888888
        8888888888888888::88888::::::M88888888888888888888
      88888888888888888:::88888:::::M888888888888888   8888
     88888888888888888:::88888::::M::;o*M*o;888888888    88
    88888888888888888:::8888:::::M:::::::::::88888888    8
   88888888888888888::::88::::::M:;:::::::::::888888888
  8888888888888888888:::8::::::M::aAa::::::::M8888888888       8
  88   8888888888::88::::8::::M:::::::::::::888888888888888 8888
 88  88888888888:::8:::::::::M::::::::::;::88:88888888888888888
 8  8888888888888:::::::::::M::"@@@@@@@"::::8w8888888888888888
  88888888888:888::::::::::M:::::"@a@":::::M8i888888888888888
 8888888888::::88:::::::::M88:::::::::::::M88z88888888888888888
8888888888:::::8:::::::::M88888:::::::::MM888!888888888888888888
888888888:::::8:::::::::M8888888MAmmmAMVMM888*88888888   88888888
888888 M:::::::::::::::M888888888:::::::MM88888888888888   8888888
8888   M::::::::::::::M88888888888::::::MM888888888888888    88888
 888   M:::::::::::::M8888888888888M:::::mM888888888888888    8888
  888  M::::::::::::M8888:888888888888::::m::Mm88888 888888   8888
   88  M::::::::::::8888:88888888888888888::::::Mm8   88888   888
   88  M::::::::::8888M::88888::888888888888:::::::Mm88888    88
   8   MM::::::::8888M:::8888:::::888888888888::::::::Mm8     4
       8M:::::::8888M:::::888:::::::88:::8888888::::::::Mm    2
      88MM:::::8888M:::::::88::::::::8:::::888888:::M:::::M
     8888M:::::888MM::::::::8:::::::::::M::::8888::::M::::M
    88888M:::::88:M::::::::::8:::::::::::M:::8888::::::M::M
   88 888MM:::888:M:::::::::::::::::::::::M:8888:::::::::M:
   8 88888M:::88::M:::::::::::::::::::::::MM:88::::::::::::M

```

ASCII-art was een voorloper van ANSI-art, in die hoedanigheid werden deze afbeeldingen ook in de eerste bulletinboardsystemen (BBS) gebruikt voordat deze BBS'en op ANSI overstapten.
```
^__^
(oo)\_______
(__)\       )\/\
   ||----w |
   ||     ||

ASCII-artkoe van het programma cowsay.

```

```
(@@) (  ) (@)  ( )  @@    ()    @     O
(   )
(@@@@)
(    )

(@@@)
++         ------   ____                 ____________________
||         |+-+ |   |   \@@@@@@@@@@@     |  ___ ___ ___ ___ |
/---------|| |  |   |    \@@@@@@@@@@@@@_ |  |_| |_| |_| |_| |
+ ========  +-+ |   |                  | |__________________|
_|--/~\------/~\----|__________________|-|__________________|
//// O========O_/       (O)       (O)        (O)        (O)

ASCII-arttrein van het programma SL.

```

Een uit ASCII-art bestaande Easter egg kan uit het populaire pakketbeheersysteem apt (van Debian) gehaald worden indien men het commando apt-get moo ingeeft in een terminalvenster:
```
         (__) 
         (oo) 
   /------\/ 
  / |    ||   
 *  /\---/\ 
    ~~   ~~   
...."Have you mooed today?"...

```

Ook kunnen er bijvoorbeeld letters in ASCII-art getekend worden.  Op het internet staan meerdere ascii art generators die tekst voor je in verschillende stijlen kan genereren.
```
_/            _/  _/  _/        _/                            _/  _/           
_/           _/      _/  _/         _/_/_/     _/_/      _/_/_/        _/_/_/
_/    _/    _/  _/  _/_/      _/  _/    _/  _/_/_/_/  _/    _/  _/  _/    _/
_/  _/  _/ _/  _/  _/  _/    _/  _/    _/  _/        _/    _/  _/  _/    _/
 _/      _/   _/  _/    _/  _/  _/_/_/      _/_/_/    _/_/_/  _/    _/_/_/
                               _/                                              
                              _/                                             

```

```
 _           __                                  
/ |    | o  |_/ o               |  o        
  | || |    |_       _    _   __,       __
  | || |/|  |/  |  |/ \  '_/ /  |  |   /  |
  \_/\_/ |_/|\_/|_/|__/_/\__/|_/|_/|_ /\_/|_/
                   | 

```

Het is zelfs mogelijk om complete afbeeldingen met behulp van ASCII weer te geven:
AAlib is een bibliotheek met functies voor programma's waarmee ASCII-art geproduceerd kan worden.